# Bücker

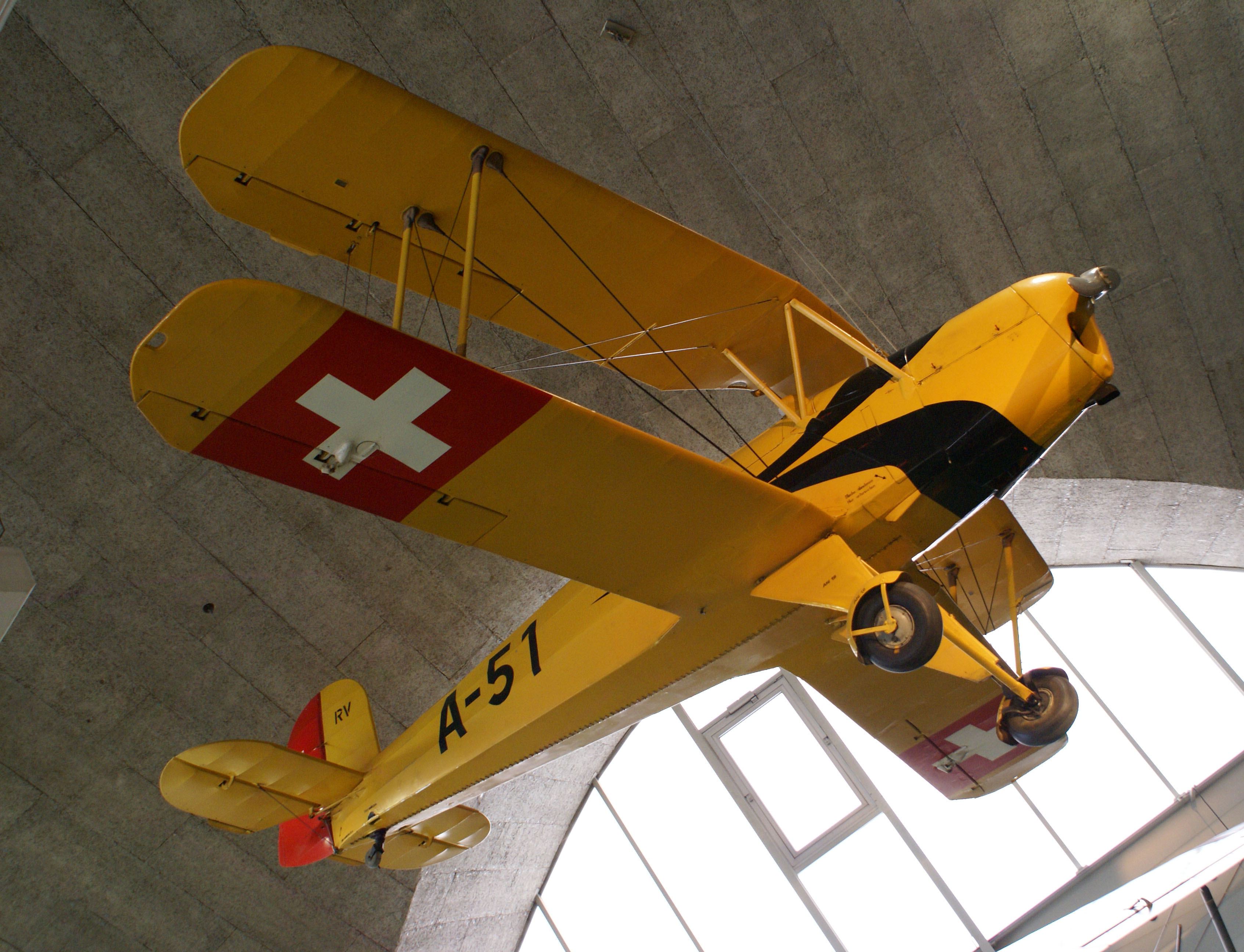
A aeronave de treinamento Bücker Bü 131-B foi empregada pela Força Aérea Suíça de 1936 a 1971

Bücker-Flugzeugbau GmbH foi uma companhia aérea alemã fundada em 1932. Ficou conhecida fundamentalmente pelos seus aviões de competição que vieram a ser usados como aviões de treino pela Luftwaffe antes e durante a Segunda Guerra Mundial.
A companhia foi fundada por Carl Clemens Bücker, que havia prestado serviço na Marinha Imperial Alemã durante a Primeira Guerra Mundial e, posteriormente, havia passado alguns anos na Suécia a erguer a fabrica Svenska Aero. Vendendo este seu negócio em 1932, Bücker regressou à Alemanha onde abriu uma nova fábrica a 1934 em Johannisthal, Berlim. Em 1935 moveu o seu negócio para uma fábrica ainda maior em Rangsdorf.
Os 3 grandes sucessos de Bücker foram o Bücker Bü 131 Jungmann (1934), o Bü 133 Jungmeister (1936) e o Bü 181 Bestmann 44, o  DFS 230, e ainda componentes para os Focke-Wulf Fw 190, Junkers Ju 87 e Henschel Hs 293.
No final da Segunda Guerra Mundial, a companhia caiu nas mãos soviéticas que acabaram por a encerrar.
O Bü 181 continuou a ser construído na Checoslováquia e no Egipto depois do final da guerra.

## Lista de aeronaves desenvolvidas[3]
- Bücker Bü 131 Jungmann (Jovem) (1934) biplano de instrução, 2 lugares, um único motor
- Bücker Bü 133 Jungmeister (Jovem Campeão) (1935) biplano de instrução avançada, 1 lugar, um único motor
- Bücker Bü 134 (1936) protótipo monoplano
- Bücker Bü 180 Student (Estudante) (1937) monoplano de instrução com dois lugares
- Bücker Bü 181 Bestmann (Melhor Homem) (1939) monoplano de instrução de dois lugares
- Bücker Bü 182 Kornett (Corneta)